# Fire Garden
Fire Garden är ett album av gitarristen Steve Vai, utgivet i september 1996.

## Låtlista
Phase 1
1. "There's a Fire in the House" - 5:26
2. "The Crying Machine" - 4:50
3. "Dyin' Day" - 4:29
4. "Whookam" - 0:36
5. "Blowfish" - 4:03
6. "The Mysterious Murder of Christian Tiera's Lover" - 1:02
7. "Hand on Heart" - 5:25
8. "Bangkok" - 2:46
9. "Fire Garden Suite" - 9:56
  - "Bull Whip"
  - "Pusa Road"
  - "Angel Food"
  - "Taurus Bulba"

Phase 2
1. "Deepness" - 0:47
2. "Little Alligator" - 6:12
3. "All About Eve" - 4:38
4. "Aching Hunger" - 4:45
5. "Brother" - 5:04
6. "Damn You" - 4:31
7. "When I Was a Little Boy" - 1:18
8. "Genocide" - 4:11
9. "Warm Regards" - 4:06